# Rio Jacaré (vattendrag i Brasilien, Bahia, lat -13,84, long -40,66)
Rio Jacaré är ett vattendrag i Brasilien.   Det ligger i delstaten Bahia, i den östra delen av landet, 800 km öster om huvudstaden Brasília.
Omgivningarna runt Rio Jacaré är huvudsakligen savann. Runt Rio Jacaré är det mycket glesbefolkat, med 6 invånare per kvadratkilometer.